# مهر فتح مصر
مهر فتح مصر یک مهر استوانه‌ای از جنس سنگ یمانی است که فتح مصر توسط هخامنشیان را نگاشته است. این مهر از یک مجموعه خصوصی در کرچ به دست آمد و از سال ۱۹۳۰ در موزه ارمیتاژ سنت پترزبورگ، روسیه نگهداری می‌شود.
این استوانه پادشاه شاهان هخامنشی را به تصویر می‌کشد که اسیری زانو زده را با دست در دست گرفته و با نیزه ای که در دست دیگر او را گرفته است تحت فرمان خود درآورده است. اسیر زانو زده تاج مصری بر سر دارد. پشت سر شاه چهار زندانی وجود دارد که طناب به گردنشان بسته است، طناب را خود پادشاه نگه داشته است. لباس آنها شبیه لباس مصریان است که در نقش رستم دیده می‌شود. بنابراین این صحنه به مصر باستان و به یک عمل فتح یا سرکوب شورش توسط یک پادشاه هخامنشی اشاره دارد. عموماً تصور می‌شود که مهر یک پادشاه یا قهرمان ایرانی را نشان می‌دهد که نیزه‌اش را به سوی فرعون مصر می‌کوبد، در حالی که چهار اسیر دیگر را روی طناب نگه می‌دارد.

## قهرمان
کتیبه ای وجود ندارد که بتواند به شناسایی شخصیت‌ها کمک کند.
مهر نسبتاً مشابهی با کتیبه "من اردشیر شاه بزرگ" به خط میخی ("مهر استوانه ای اردشیر مسکو") شناخته شده است: پادشاه هخامنشی نشان داده شده است که اسیران مصری را بر روی طناب هدایت می‌کند، اما شکل زانو زده فرعون وجود ندارد و کتیبه میخی فارسی باستان جایگزین آن شده است. این کتیبه نشان می‌دهد که پادشاه موجود در مهر یا اردشیر سوم است که مصر را مجدداً فتح کرد، یا احتمالاً اردشیر یکم است که شورشی را در مصر سرکوب کرد، با توجه به اعدام نسبتاً سخت حکاکی که تاریخ اولیه ساخت آن را نشان می‌دهد که احتمالاً به زمان داریوش بزرگ نزدیک تر است.
مهر شباهت‌های زیادی با مهر داریوش بزرگ دارد، هم در برخورد نسبتاً سفت و سخت پیکره‌ها و هم در ترکیب خود مهر. بر این اساس، ساخت این مهر را می‌توان به دوره ای نسبتاً نزدیک به دوره داریوش نسبت داد که در جهت انتساب به اردشیر یکم است.

## نام‌های دگر
- مهر Zvenigorodsky
- مهر شاه ایرانی و دشمنان شکست خورده